# Burkhard Budde
Burkhard Budde (* 23. September 1953 in Bünde) ist ein deutscher evangelischer Theologe, Autor, Journalist und Kommunalpolitiker (CDU).

## Ausbildung
Von 1965 bis 1973 besuchte Budde das Freiherr-vom Stein-Gymnasium in der „Zigarrenstadt“ Bünde in Ostwestfalen. Während der Schulzeit war er Schülersprecher und Bezirksschülersprecher, Mitbegründer der Schüler-Union Westfalen-Lippe sowie Mitbegründer der Jungen Union Bünde.
Von 1973 bis 1979 studierte er zunächst bis 1974 Evangelische Theologie an der damaligen Kirchlichen Hochschule Bethel/Bielefeld, anschließend zusätzlich Publizistik und Philosophie an der Universität in Münster. Während seines Studiums war er Stipendiat der Konrad-Adenauer-Stiftung und konnte eine Abschlussakademie in den USA besuchen. Vor allem in den Semesterferien absolvierte er Kurzvolontariate beim Deutschlandfunk in Köln und Bonn sowie beim Herforder Kreisblatt. Von 1975 bis 1979 war er gleichzeitig Ratsherr der Stadt Bünde, Vorsitzender des städtischen Jugendausschusses und Mitglied des Sozial- sowie Schulausschusses.
Von 1979 bis 1980 war er Gemeindevikar in Bocholt und Münster; ein Pressevikariat mit einem Volontärskurs von 1980 bis 1981 beim Evangelischen Presseverband in Brackwede/Bielefeld bzw. im Journalistenzentrum Haus Busch in Hagen schloss sich an.

## Zeit in der Gemeinde
Von 1981 bis 1994 war er Pfarrer der Evangelischen Kirchengemeinde Spenge im Kreis Herford. Während der Gemeindezeit war er Mitglied des Kuratoriums des Bünder Krankenhauses (seit 1982), Kreissynodalvorstandsmitglied des Kirchenkreises Herford (seit 1984), Mitglied der Veranstaltergemeinschaft Radio Herford (seit 1987).

## Zeit in der Diakonie
Von 1994 bis 2014 war er Direktor/Vorstandsvorsitzender des Marienstiftes in Braunschweig, einer kirchlichen Stiftung mit Krankenhaus, Altenpflegeheim, Ausbildungsstätten und Diakonissenmutterhaus. Während dieser Zeit besuchte er die Akademie für Führungskräfte der Wirtschaft der Cognos AG, Seminare bei Alfred Jäger in St. Gallen sowie Managementkurse des Deutschen Krankenhausinstitutes. Seit 1996 als Mitglied, seit 2008 als Vorsitzender des Evangelischen Altenhilfeverbandes in Niedersachsen konnte er Verbandsarbeit gestalten, seit 1996 auch als Verwaltungsratsmitglied/Aufsichtsratsmitglied des Diakonischen Werkes der Landeskirche sowie als Vorsitzender der Heimleiterkonferenz des Diakonischen Werkes, seit 2012 auch als Vorsitzende der Mitgliederversammlung des Diakonischen Werkes Braunschweig.
Im Jahr 2001 gehörte er dem Rat der Stadt Braunschweig an.
Im Jahr 2007 promovierte er an der Kirchlichen Hochschule Wuppertal/Bethel zum Thema Führungsstrukturen und Rahmenbedingungen konfessioneller Krankenhäuser in Deutschland bei Alfred Jäger.

## Sonstiges
Burkhard Budde war ehrenamtlicher Richter am Verwaltungsgericht Braunschweig sowie Schöffe am Amtsgericht Braunschweig. Er war Mitglied des Auswahlausschusses der Konrad-Adenauer-Stiftung, Aufsichtsratsvorsitzender des Seniorenheims Wichernhaus in Bad Harzburg sowie als Vorsitzender der Helmut-Ebbecke-Georgstiftung zu Braunschweig.
Er ist seit 2014 freier Journalist, Kolumnist einer Zeitung, und publizistisch tätig.
Budde lebt in Bad Harzburg, ist verheiratet und hat zwei erwachsene Kinder.

## Veröffentlichungen (Auswahl)
- Eine Prise reicht manchmal aus. Melle: Knoth, 1993
- Dem Leben auf der Spur. Melle: Knoth, 1998
- Ethos für alle. Braunschweig : B. Budde, 2012
- Lieben und leiten. Braunschweig : B. Budde, 2014
- Glück im Unglück – Glückwunsch den Glücklichen. Braunschweig : Evang.-lutherische Diakonissenanst. Marienstift, 2014
- AugenBlicke, Bad Harzburg. Burkhard Budde, 2016
- Abenteuer Ehe, Bad Harzburg. Burkhard Budde, 2017
- Haifische im Aquarium. Bad Harzburg, Burkhard Budde, 2017

## Ehrungen
- 2003: Stadtpreis der Stadt Spenge für seine besonderen kulturpolitischen Leistungen
- 2014: Kronenkreuz in Gold[3]